# Contea di Deqing (Guangdong)
La contea di Deqing (德庆县S, DéqìngP) è una contea della Cina, situata nella provincia del Guangdong e amministrata dalla prefettura di Zhaoqing.